# Sollevamento pesi ai Giochi della XIX Olimpiade - Pesi gallo
La competizione della categoria pesi  gallo (fino a 56 kg) di sollevamento pesi ai Giochi della XIX Olimpiade si è svolta il giorno 13 ottobre 1968 al Teatro de los Insurgentes di Città del Messico.
In questa categoria partirono favoriti l’ungherese Imre Földi e l’iraniano Mohammad Nassiri, assente il russo campione uscente Aleksej Vachonin. La gara è stata un testa a testa tra Földi e Nassiri. L'ungherese è andato in vantaggio dopo la prova della distensione lenta, la prova dello strappo è finita in parità, nella prova finale l’iraniano sollevò 150 kg (record del momndo che durera fino al 1980), pareggiando il conto delle tre alzate. 
Come da regolamento in base al peso l'oro è andato all'iraniano, l’argento all'ungherese. Terzo e bronzo il polacco Henryk Trębicki.

## Regolamento
La classifica era ottenuta con la somma delle migliori alzate delle seguenti 3 prove:
- Distensione lenta
- Strappo
- Slancio

Su ogni prova ogni concorrente aveva diritto a tre alzate. In caso di parità vinceva il sollevatore che pesava meno.

## Risultati
| Pos.    | Atleta                 | Nazione          | Peso Atleta | Totale | Distensione lenta | Distensione lenta | Distensione lenta | Strappo   | Strappo   | Strappo   | Slancio   | Slancio   | Slancio   |
| Pos.    | Atleta                 | Nazione          | Peso Atleta | Totale | 1                 | 2                 | 3                 | 1         | 2         | 3         | 1         | 2         | 3         |
| ------- | ---------------------- | ---------------- | ----------- | ------ | ----------------- | ----------------- | ----------------- | --------- | --------- | --------- | --------- | --------- | --------- |
| Oro     | Mohammad Nassiri       | Iran             | 55,7        | 367,5  | 112,5             | 117,5             | 117,5             | 100,0     | 105,0     | 105,0     | 142,5     | 150,0     | -         |
| Argento | Imre Földi             | Ungheria         | 56,0        | 367,5  | 115,0             | 120,0             | 122,5             | 100,0     | 105,0     | 107,5     | 135,0     | 140,0     | 142,5     |
| Bronzo  | Henryk Trębicki        | Polonia          | 55,7        | 357,5  | 100,0             | 115,0             | 117,5             | 102,5     | 107,5     | 107,5     | 135,0     | 140,0     | 140,0     |
| 4       | Gennadij Četin         | Unione Sovietica | 56,0        | 352,5  | 110,0             | 110,0             | 110,0             | 102,5     | 107,5     | 107,5     | 132,5     | 140,0     | 147,5     |
| 5       | Shirō Ichinoseki       | Giappone         | 56,0        | 350,0  | 105,0             | 110,0             | 115,0             | 107,5     | 107,5     | 107,5     | 132,5     | 137,5     | 137,5     |
| 6       | Fernando Báez          | Porto Rico       | 55,7        | 345,0  | 112,5             | 120,0             | 120,0             | 87,5      | 92,5      | 92,5      | 127,5     | 132,5     | 137,5     |
| 7       | Atanas Kirov           | Bulgaria         | 56,0        | 335,0  | 105,0             | 105,0             | 105,0             | 100,0     | 105,0     | 105,0     | 130,0     | 135,0     | 135,0     |
| 8       | Chaiya Sukchinda       | Thailandia       | 54,4        | 330,0  | 95,0              | 100,0             | 105,0             | 95,0      | 100,0     | 105,0     | 125,0     | 125,0     | 125,0     |
| 9       | Precious McKenzie      | Gran Bretagna    | 55,2        | 330,0  | 102,5             | 107,5             | 110,0             | 92,5      | 92,5      | 97,5      | 125,0     | 130,0     | 132,5     |
| 10      | Kurt Pittner           | Austria          | 56,0        | 322,5  | 97,5              | 97,5              | 102,5             | 92,5      | 97,5      | 100,0     | 120,0     | 125,0     | 127,5     |
| 11      | Chun Hon Chan          | Canada           | 56,0        | 310,0  | 97,5              | 102,5             | 105,0             | 90,0      | 95,0      | 95,0      | 117,5     | 122,5     | 122,5     |
| 12      | Tung Chye Hong         | Singapore        | 55,6        | 302,5  | 92,5              | 97,5              | 97,5              | 87,5      | 92,5      | 97,5      | 117,5     | 122,5     | 122,5     |
| 13      | Alex Martínez          | El Salvador      | 55,8        | 267,5  | 87,5              | 87,5              | 87,5              | 70,0      | 75,0      | 80,0      | 95,0      | 100,0     | 105,0     |
| -       | El-Sayed Mohamed Herit | Rep. Araba Unita | 56,0        | 195,0  | 102,5             | 107,5             | 107,5             | 92,5      | 97,5      | Ritirato  | Ritirato  | Ritirato  | Ritirato  |
| -       | Salvador del Rosario   | Filippine        | 55,7        | 0,0    | 95,0              | 95,0              | 95,0              | Ritirato  | Ritirato  | Ritirato  | Ritirato  | Ritirato  | Ritirato  |
| -       | Charlie Depthios       | Indonesia        | 55,7        | 0,0    | 97,5              | 97,5              | 97,5              | Ritirato  | Ritirato  | Ritirato  | Ritirato  | Ritirato  | Ritirato  |
| -       | Arturo Dandan          | Filippine        | 55,8        | 0,0    | 95,0              | 95,0              | 95,0              | Ritirato  | Ritirato  | Ritirato  | Ritirato  | Ritirato  | Ritirato  |
| -       | Guillermo Boyd         | Panama           | 54,8        | 0,0    | 100,0             | 100,0             | 100,0             | Ritirato- | Ritirato- | Ritirato- | Ritirato- | Ritirato- | Ritirato- |
| -       | Anthony Phillips       | Barbados         | 54,7        | 0,0    | 97,5              | 100,0             |                   | Ritirato  | Ritirato  | Ritirato  | Ritirato  | Ritirato  | Ritirato  |
| -       | Chen Kue-Sen           | Taiwan           | 55,0        | 0,0    | 100,0             | 100,0             | 100,0             | Ritirato  | Ritirato  | Ritirato  | Ritirato  | Ritirato  | Ritirato  |